# سیارک ۵۴۴۲
سیارک ۵۴۴۲ (به انگلیسی: 5442 Drossart، نامگذاری:1991NH1) پنج هزار و چهارصد و چهل و دومین سیارک کشف شده‌است که در ۱۲ ژوئیه ۱۹۹۱ کشف شد.
قدر مطلق سیارک برابر ۱۲٫۹۰ است.